# GSC3696-1907
GSC3696-1907 — хімічно пекулярна зоря спектрального класу A7, що має видиму зоряну величину в смузі V приблизно 10,1.